# Pierre-François Jamet
El beato Pierre-François Jamet (13 de septiembre de 1762, Fresnes, Aisne - 12 de enero de 1845, Caen, Calvados), fue un sacerdote católico francés que se negó a prestar juramento de lealtad durante la Revolución Francesa. También se le llama el "Segundo Fundador" debido a la restauración de la casi desaparecida orden de las Hermanas del Buen Salvador. En 1827 fue galardonado con la Legión de Honor por su servicio como sacerdote.
Jamet fue beatificado en 1987 luego de que el Papa Juan Pablo II reconociera un milagro atribuido a su intercesión. Jamet sigue siendo el patrono de la orden que restauró.

## Vida
Pierre-François Jamet nació el 12 de septiembre de 1762 en Frênes, Normandía, en la diócesis de Séez, de Pierre Jamet, trabajador en un lugar llamado La Villière, y de Marie Madeleine Busnot. De una familia acomodada, tuvo ocho hermanos y hermanas, dos de los cuales se convirtieron en sacerdotes y una en monja. En 1782, estudió teología y filosofía en la Universidad de Caen. En 1784, ingresó al seminario de los eudistas de Caen.
Ordenado sacerdote en 1787, fue nombrado capellán y confesor de las monjas del Bon Sauveur de Caen el 19 de noviembre de 1790.
Al negarse a prestar juramento durante la constitución civil del clero, continuó su ministerio en secreto para establecer el vínculo entre los elementos dispersos de la comunidad.

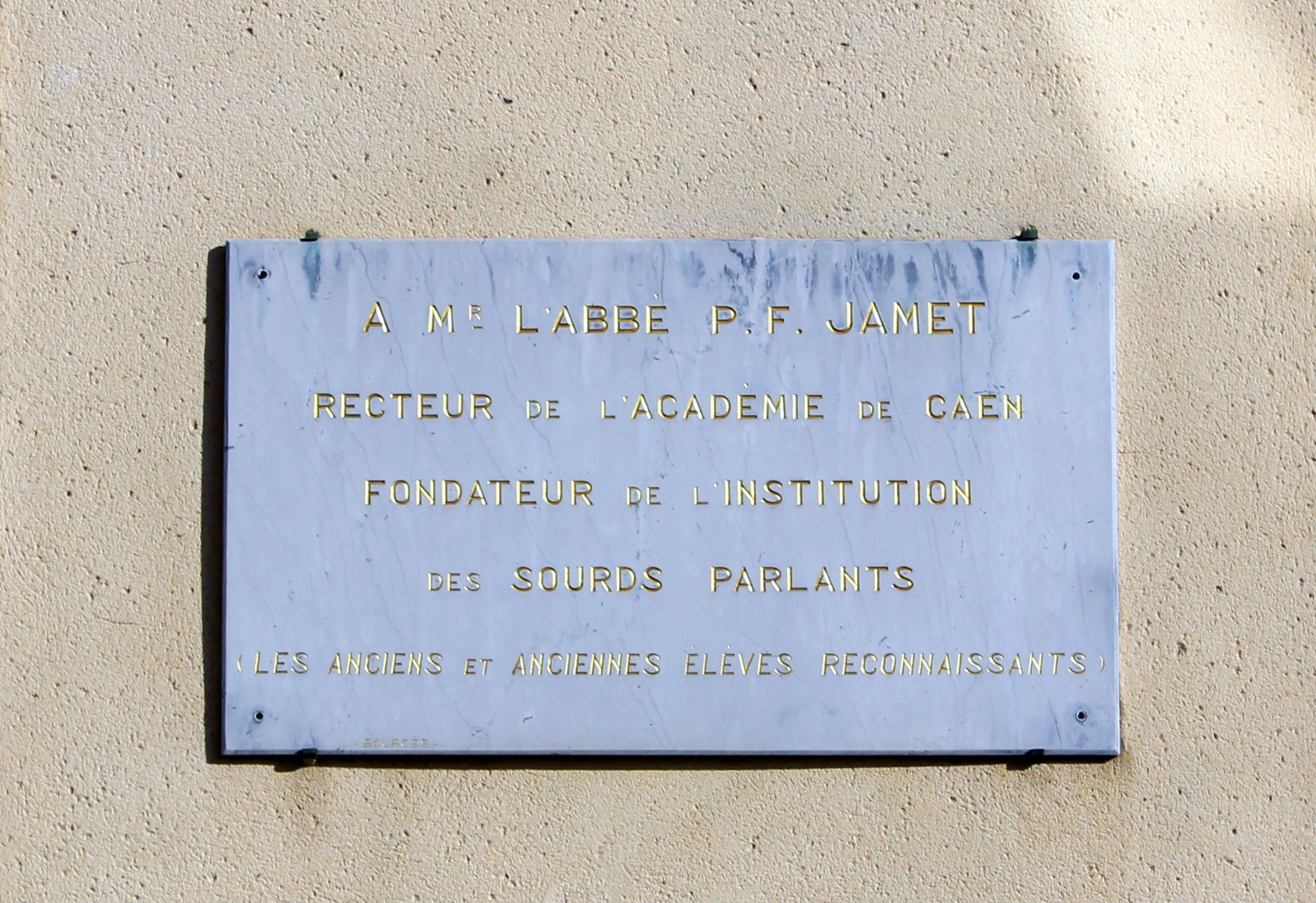
Placa homenaje a Jamet

Después de la Revolución Francesa puso todos sus esfuerzos para restaurar y desarrollar el Instituto del Buen Salvador, tanto que las hermanas lo apodaron el segundo fundador.  En septiembre de 1815 dio lecciones por primera vez a dos niñas con sordera. Forjó su propio método que exhibió ante la Academia de las Ciencias, Artes y Literatura de Caen y fundó en 1816 un establecimiento para sordos y mudos dentro del Bon-Sauveur.
Al mismo tiempo, fue nombrado rector de la Universidad de Caen, una tarea que llevó a cabo con firmeza y humanidad desde 1822 hasta 1830.
Murió el 12 de enero de 1845.

## Obra
Con las hermanas del Bon Sauveur, Pierre-François Jamet se dedicó al cuidado de los discapacitados físicos y mentales, especialmente los sordomudos.
Tratando de cuidar especialmente a los pacientes con esta discapacidad, fue a París para reunirse con especialistas y, gradualmente, desarrolló su propio método para aprender el lenguaje de signos, a fin de permitir a los sordomudos una mejor integración en la sociedad que consideraba esta patología como una enfermedad mental irrecuperable.
Publicará dos memorias y un informe sobre el tema.

## Beatificación
Su causa de beatificación se introdujo en 1930. Pierre-François Jamet fue beatificado el 10 de mayo de 1987 por el Papa Juan Pablo II. Su conmemoración se estableció en el 12 de enero, fecha de su fallecimiento.